# Waltraud Kretzschmar
Waltraud Kretzschmar, född Waltraud Hermann den 1 februari 1948 i Lehnin, Tyskland, död 7 februari 2018, var en östtysk handbollsspelare.

## Karriär

### Klubblag
Kretzschmar började spela handboll i den lokala BSG Traktor Damsdorf. 1964 gick hon till SC Leipzig, där hon spelade fram till 1980. Hon tävlade under namnet Czelake fram till 1971. 1972 gifte hon sig med sin dåvarande tränare Peter Kretzschmar. Med sin klubb SC Leipzig blev hon DDR-mästare 10 gånger, vann Europacupen 1966 och 1974 och var i cupens final 1967, 1970, 1972 och 1977 och spelade final i Cupvinnarcupen 1978.

### Landslag
Med Östtysklands damlandslag vann hon silvermedalj vid damernas turnering i handboll vid olympiska sommarspelen 1976 i Montreal  Hon spelade tre matcher i turneringen inklusive finalen och stod för 8 mål. Hon vann en bronsmedalj vid de olympiska spelen 1980 i Moskva. Hon spelade bara en match i turneringen och gjorde ett mål. Hon spelade sammanlagt 217 landskamper under 15 år gjorde totalt 727 mål i landslaget. Kretzschmar vann världsmästerskapet i handboll tre gånger 1971, 1975 och 1978.

## Individuella utmärkelser
- Hon tilldelades Fäderneslandets förtjänstorden i brons 1976 och 1979 och i silver 1980.

## Privatliv
Peter Kretzschmar, hennes make blev världsmästare i handboll 1963. I äktenskapet föddes två barn, den före detta handbollsspelaren Stefan Kretzschmar och en dotter. Efter att hon slutat med tävlingsidrotten arbetade hon från 1980 som tränare vid idrottsföreningen Dynamo i träningscentret i Berlin-Lichtenberg.  Hon avled i februari 2018, några dagar efter sin 70-årsdag.